# I Won't Change You
I Won't Change You è il secondo e ultimo singolo estratto dal secondo album della cantante pop britannica Sophie Ellis-Bextor, Shoot from the Hip.
Il brano è una canzone pop scritta dalla stessa cantante insieme a Gregg Alexander e Matt Rowe e prodotta da questi ultimi. Il singolo, che contiene una cover del brano Yes Sir, I Can Boogie dei Baccara, è stato pubblicato nel dicembre del 2003 dall'etichetta discografica Polydor e ha raggiunto la nona posizione della classifica dei singoli britannica.

## Tracce e formati
UK CD single 1

(Pubblicato il 22 dicembre 2003)
1. I Won't Change You
2. Murder on the Dancefloor (Phunk Investigation Vocal mix)

UK CD single 2

(Pubblicato il 22 dicembre 2003)
1. I Won't Change You
2. I Won't Change You (Solaris Vocal mix)
3. Yes Sir, I Can Boogie
4. I Won't Change You music video

## Classifiche
| Classifica        | Posizione raggiunta |
| ----------------- | ------------------- |
| Belgio (Vallonia) | 3                   |
| Regno Unito       | 9                   |
| Belgio (Fiandre)  | 11                  |